# Museum für Hamburgische Geschichte
Het Museum für Hamburgische Geschichte is een museum in de Duitse stad Hamburg en geeft een overzicht van de geschiedenis van de stad vanaf 800 n. Chr. Het gebouw staat in het meest westelijke gedeelte van Planten un Blomen,  een park waar de inmiddels afgebroken verdedigingswal van de stad lag. 
In 1839 werd de Verein für Hamburgische Geschichte opgericht. Deze vereniging verzamelde historisch materiaal met betrekking de stad. 
In 1922 kwam het huidige museumgebouw gereed waarin de collectie werd ondergebracht. Verdeeld over drie etages zijn zalen met diverse aspecten van de geschiedenis van de havenstad tentoongesteld. Hierbij maakt het museum gebruik van historische gebruiksvoorwerpen, prenten, schilderijen, maquette’s, kaarten. aandacht wordt besteed aan de havenindustrie en aan het rijke culturele leven in de stad (theater, film en muziek). Het museum heeft ook diverse ruimtes volledig ingericht zoals bijvoorbeeld een winkel met koloniale waren. Op de bovenste etage is ook nog een grote modelspoorbaan.

## Fotogalerij

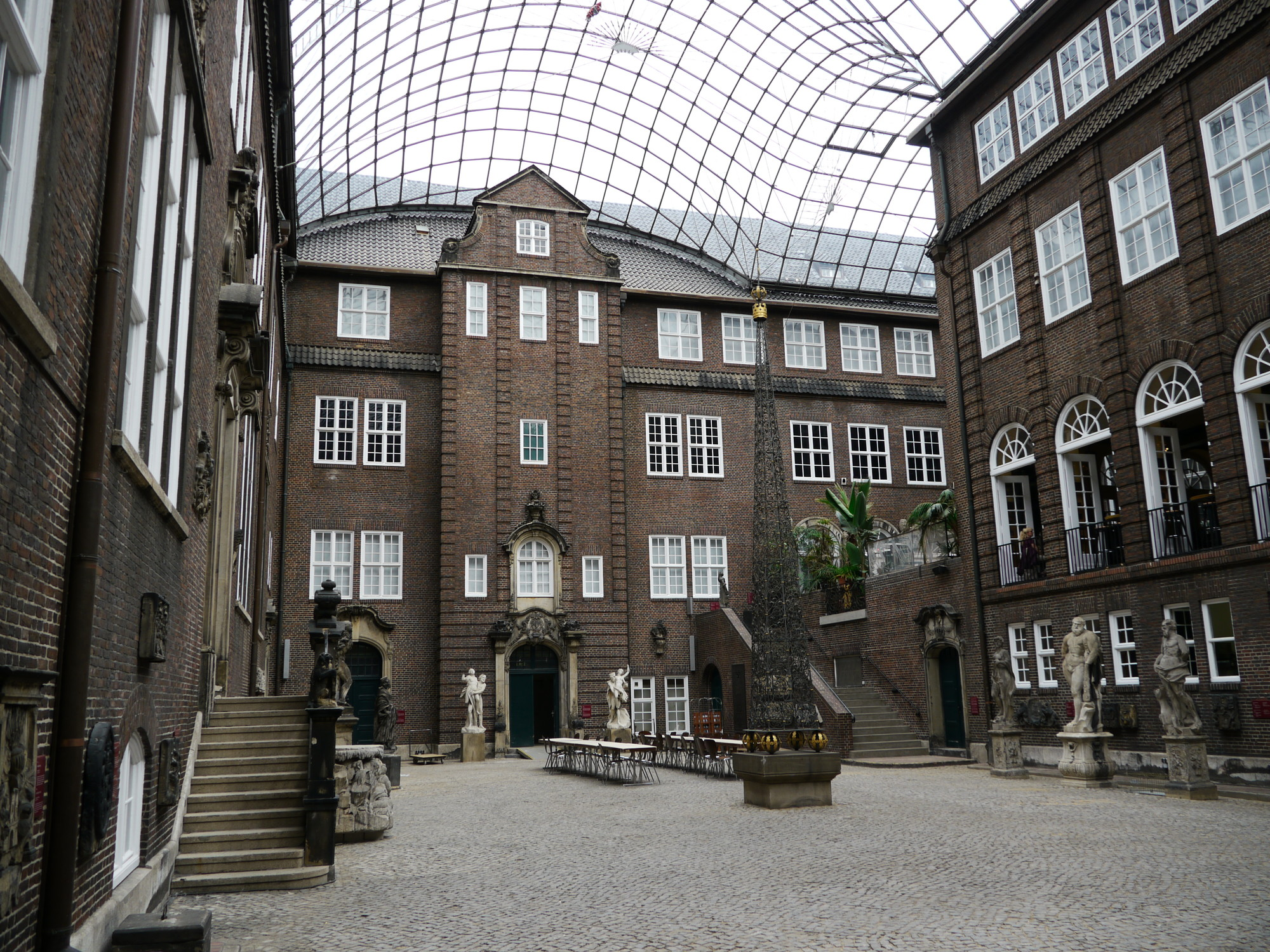
De overdekte binnenplaats
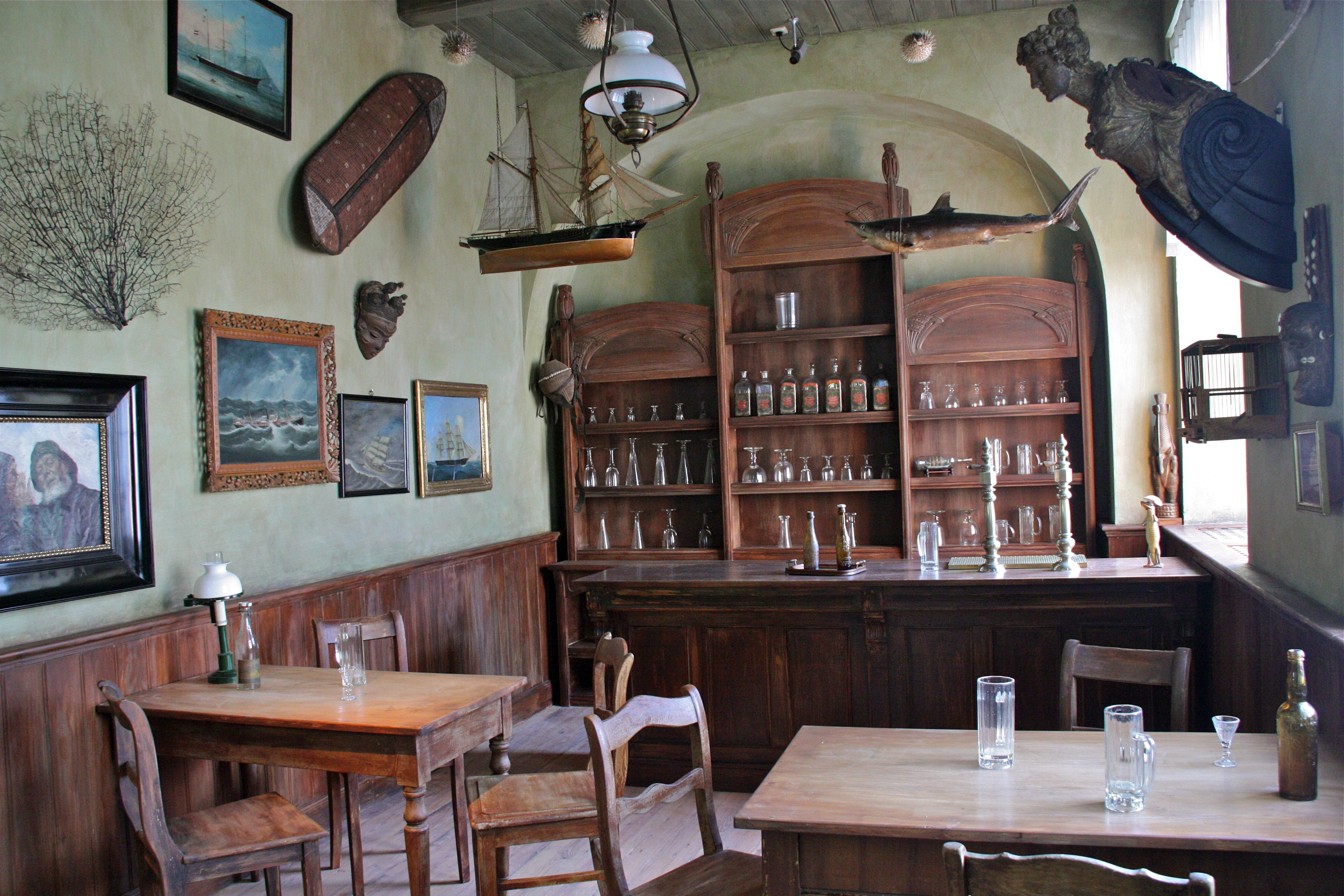
Historisch havencafé
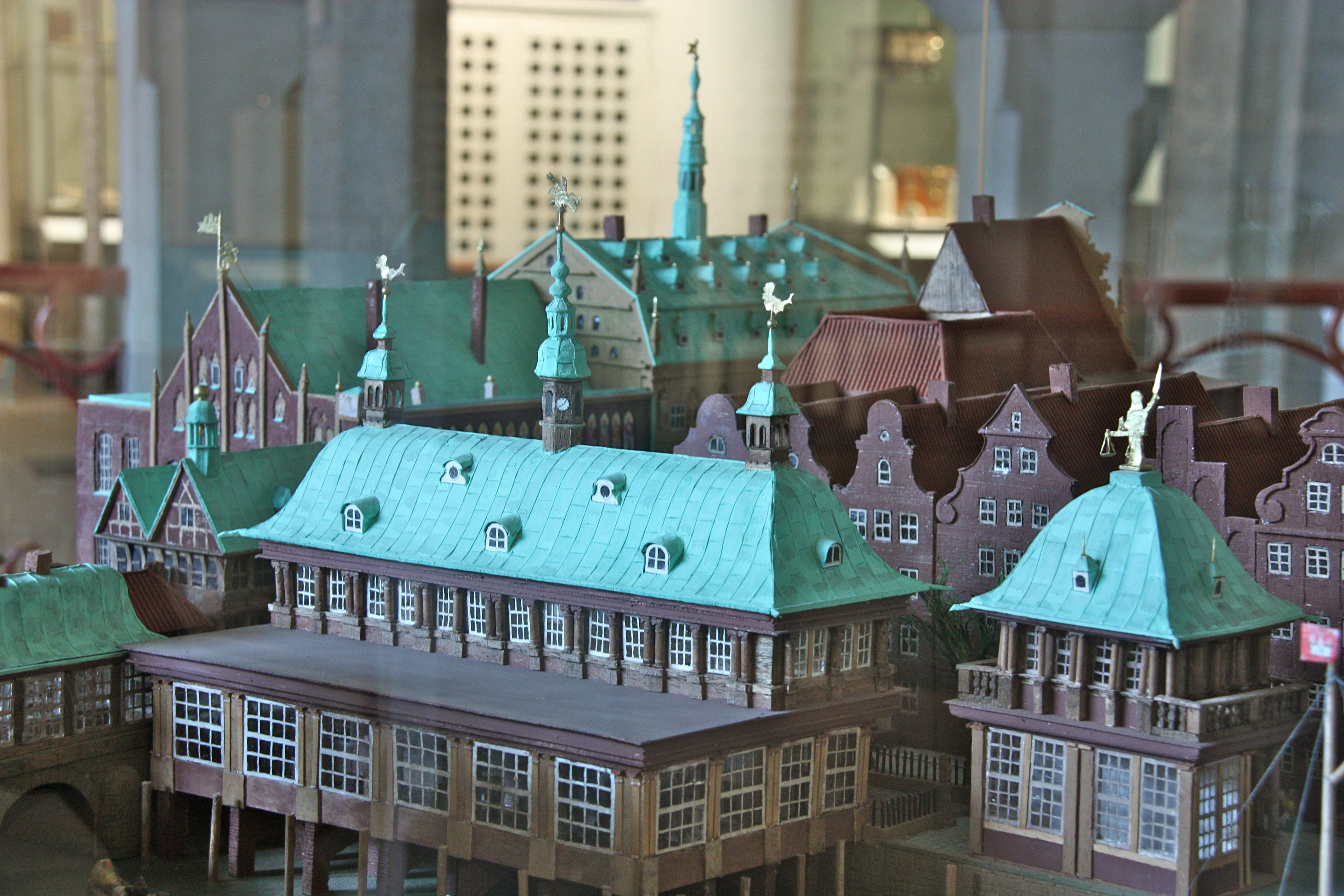
Maquette
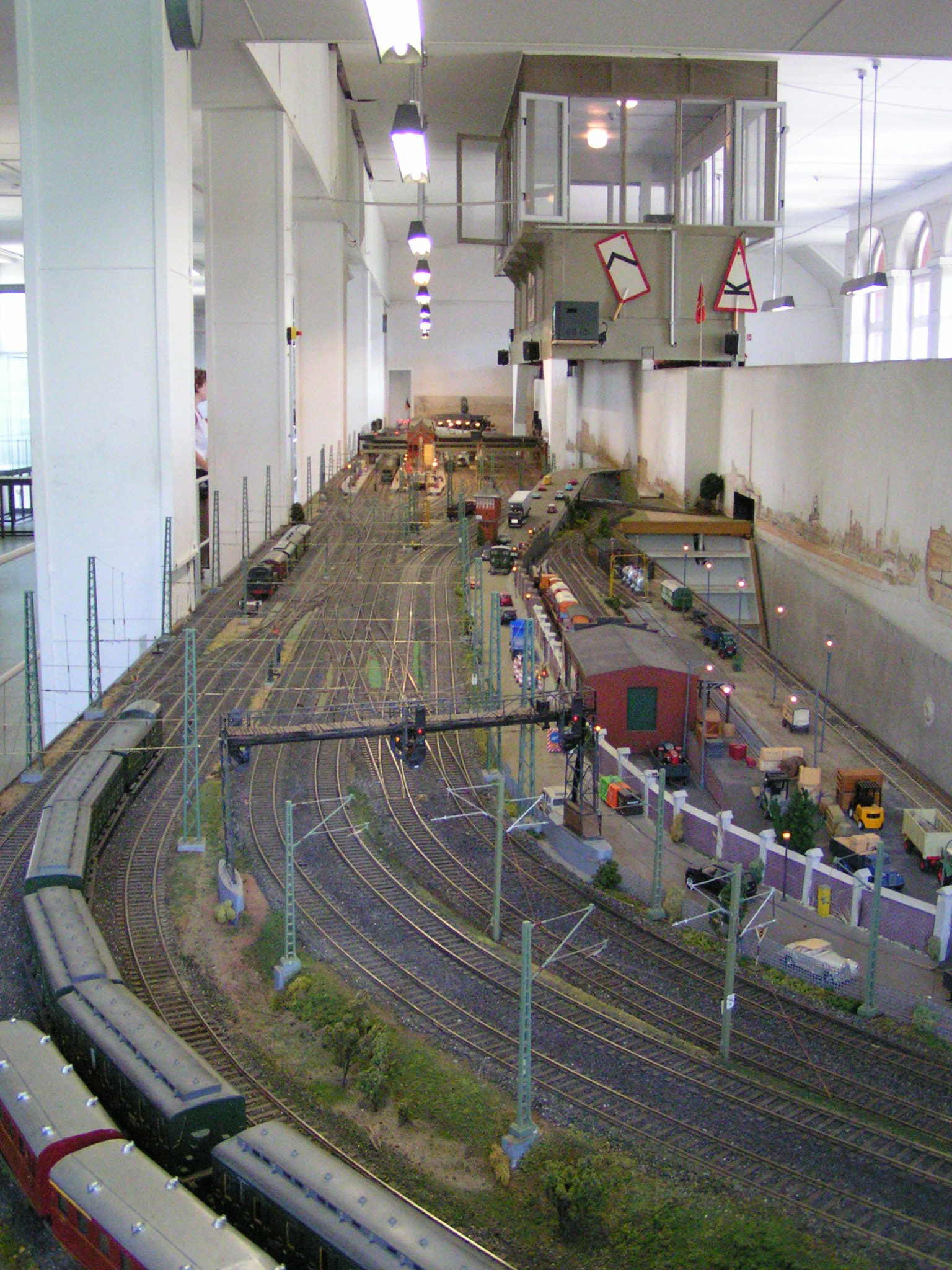
Modelspoor